# Воздействие производства мяса на окружающую среду
Воздействие производства мяса на окружающую среду очень широко и зависит от сельскохозяйственных практик, используемых по всему миру. Все они оказывают разнообразное влияние на окружающую среду. Вред от использования ископаемого топлива, выбросы метана животными, загрязнение сточных вод, потребление воды и занятие больших территорий земли — лишь некоторые экологические последствия, связанные с мясным производством. Мясо получают различными методами, включая органическое сельское хозяйство, свободный выпас, интенсивное животноводство, натуральное сельское хозяйство, охоту и рыбную ловлю. Согласно научному консенсусу по изменению климата, это вносит значительный вклад в глобальное потепление.
В докладе 2006 года «Длинная тень животноводства» (англ. Livestock's Long Shadow), который опубликовала Продовольственная и сельскохозяйственная организация (ФАО) ООН, сообщается: «Сектор животноводства — один из основных стрессоров для многих экосистем и для планеты в целом. Глобально это один из крупнейших источников парниковых газов, одна из главных причин утраты биоразнообразия и ведущий источник загрязнения воды как в развитых, так и в развивающихся странах». Часть этих последствий оказывают сектора животноводства, не связанные с производством мяса: например, шерстяная, яичная и молочные индустрии, а также использование скота для вспашки. Согласно оценкам, домашний скот производит вспашку около половины мировых пахотных земель. По данным ФАО, 74% мировой продукции животноводства в 2011 году пришлись на не мясные продукты. Мясоедство считается одной из главных причин ныне происходящего Голоценового вымирания.

## Тенденции в потреблении и производстве
Изменение спроса на мясо может изменить воздействие его производства на окружающую среду. Было подсчитано, что глобальное потребление мяса может удвоиться в период с 2000 по 2050 год: в основном вследствие роста мирового населения, но также отчасти из-за увеличения потребления мяса на душу населения (причём наибольший прирост подушевого потребления будет происходить в развивающихся странах). Глобальное производство и потребление мяса птицы в последнее время растёт более чем на 5 процентов ежегодно. Тенденции различаются между отраслями животноводства. Например, глобальное среднедушевое потребление свинины в последнее время увеличилось (по большей части из-за изменения потребления в Китае), в то время как глобальное потребление мяса жвачных снижается.

## Выпас скота и использование земли
В отличие от выпаса скота, интенсивное животноводство требует больших объёмов заготовленных кормов. Выращивание зерновых для корма, в свою очередь, требует значительных площадей земли. При этом корма требуется меньше, если в его качестве используется зерно. Это связано не только с большей концентрацией обменной энергии в зерне, чем в грубых кормах, но и с тем, что у него выше коэффициент чистой энергии прироста к чистой энергии содержания. Требуется около трёх килограммов корма, чтобы произвести полкило говядины (в живом весе), по сравнению с полуторами килограммами за полкило свинины и меньше чем килограммом за полкило курицы. Тем не менее предположения о качестве корма в таких обобщениях упускаются. Например, производство полкило мясного скота в живом весе может потребовать около 2 кг корма с высоким содержанием белка и обменной энергии или более 9 кг корма гораздо более низкого качества.
Для производства мяса со свободным выпасом скота требуются земли, что во многих случаях приводит к изменению землепользования. По данным ФАО, «вызванное скотоводством обезлесение — одна из главных причин потери некоторых уникальных видов животных и растений в тропических лесах Центральной и Южной Америки, а также высвобождения углерода в атмосферу». Среди прочего этому способствует потребление мяса в Европе, куда импортируют значительные объёмы кормов из Бразилии.
Выращивание животных для человеческого потребления составляет около 40% общего объёма сельскохозяйственного производства в промышленно развитых странах. Для выпаса скота используется 26% всей земли, свободной ото льда, а для производства кормовых культур — примерно одна треть всех пахотных земель.
С перевыпасом скота нередко связывают снижение качества земли. Существует классификация благосостояния пастбищ, которая отражает устойчивость почвы, гидрологические функции и биотическую целостность. К концу 2002 года в США Бюро по управлению землями оценило благосостояние 7437 пастбищ и обнаружило, что 16% из них не соответствовали санитарным нормам из-за существующей практики выпаса скота и превышения его допустимого уровня. Эрозия почвы, вызванная перевыпасом скота, — большая проблема во многих засушливых регионах мира.

## Водные ресурсы
| Hoekstra & Hung (2003) | Chapagain & Hoekstra (2003) | Zimmer & Renault (2003) | Oki et al. (2003) | Средняя |
| Говядина               | 15977                       | 13500                   | 20700             | 16726   |
| Свинина                | 5906                        | 4600                    | 5900              | 5469    |
| Сыр                    | 5288                        | 5288                    |                   |         |
| Птицы                  | 2828                        | 4100                    | 4500              | 3809    |
| Яйца                   | 4657                        | 2700                    | 3200              | 3519    |
| Рис                    | 2656                        | 1400                    | 3600              | 2552    |
| Соя                    | 2300                        | 2750                    | 2500              | 2517    |
| Пшеница                | 1150                        | 1160                    | 2000              | 1437    |
| Кукуруза               | 450                         | 710                     | 1900              | 1020    |
| Молоко                 | 865                         | 790                     | 560               | 738     |
| Картофель              | 160                         | 105                     | 133               |         |